# Eremicaster pacificus
Eremicaster pacificus is een kamster uit de familie Porcellanasteridae.
De wetenschappelijke naam van de soort werd, als Porcellanaster pacificus, in 1905 gepubliceerd door Hubert Ludwig.